# 11963 Ignace
11963 Ignace eller 1994 PO16 är en asteroid i huvudbältet som upptäcktes den 10 augusti 1994 av den belgiske astronomen Eric W. Elst vid La Silla-observatoriet. Den är uppkallad efter Ignace Van der Gucht.
Asteroiden har en diameter på ungefär 8 kilometer.